# Páprád
Páprád ist eine ungarische Gemeinde im Kreis Sellye im Komitat Baranya. Sie liegt vier Kilometer nordöstlich der Großgemeinde Vajszló.

## Sehenswürdigkeiten
- Denkmalgeschütztes Bauernhaus (Tornácos parasztháza műemlék)
- Naturschutzgebiet (Bükkhát természetvédelmi terület) südlich der Gemeinde
- Reformierte Kirche, erbaut 1863

## Verkehr
Durch Páprád verläuft die Landstraße Nr. 5801. Es bestehen Busverbindungen nach Vajszló sowie über Bogádmindszent, Baksa, Görcsöny und Pellérd nach Pécs. Der nächstgelegene Bahnhof befindet sich in südwestlich Sellye.